# Űrkalóz
Az űrkalóz a sci-fi és a fantasy műfajok szereplője. Elődeikhez hasonlóan, ahogy azok a tengereket, ők a világűrben támadnak meg és fosztanak ki hajókat. Személyiségükben sokban megegyeznek a szokványos „kalóz” szereplőkkel, így gyakran önzők, erőszakosak, gonoszak és barbár bűnözők. Azonban bizonyos körülmények között jót cselekszenek, és segítenek a bajba jutottakon.

## Űrkalóz karakterek
- az orion nevű faj a Star Trek sci-fi sorozatokban
- a Csillagjárók a Marvel Comics képregényeiben
- a Jégkalózok című amerikai sci-fi vígjáték főhősei
- a Kincses sziget az űrben című olasz sci-fi kalózai
- a A kincses bolygó című amerikai sci-fi kalózai
- Szentmihályi Szabó Péter: Űrkrimi című regényének Űrkalózok című fejezetében szereplő bűnözők
- Nemere István: Kalózok az űrben című regényében a túszszedő, űrhajó-eltérítő terroristák
- A Ki vagy, Doki? sorozat 99. részében
- A Harlock